# KP Большой Медведицы
KP Большой Медведицы (лат. KP Ursae Majoris), HD 74425 — двойная вращающаяся эллипсоидальная переменная звезда (ELL) в созвездии Большой Медведицы на расстоянии приблизительно 383 световых лет (около 117 парсеков) от Солнца. Видимая звёздная величина звезды — от +7,91m до +7,87m.

## Характеристики
Первый компонент — жёлто-белая звезда спектрального класса F8. Эффективная температура — около 6291 К.